# Boucheron
Boucheron é uma empresa francesa, fabricante de perfumes e jóias, pertencente ao grupo de luxo Kering.

## História
A Casa de Boucheron é uma dinastia familiar francesa fundada por Frederic Boucheron em 1858, com a abertura de sua primeira loja na Galerie de Valois, no Palais-Royal, durante o auge do Segundo Império Francês . Ele criou seu ateliê em 1866 e um ano depois ganhou a medalha de ouro durante a Exposição Universal (1867).
Em 1893, Frédéric Boucheron tornou-se o primeiro joalheiro a se mudar para a Place Vendôme. Diz a lenda que ele escolheu 26 Place Vendôme, onde Boucheron permanece até hoje, porque era o canto mais ensolarado da praça. [carece de fontes?] Ele acreditava que os [[diamantes] ] nas janelas brilharia ainda mais brilhantemente.
Em 1893, Boucheron abriu uma loja em Moscou, depois transferida para São Petersburgo em 1911. Em 1903, uma loja em Londres e um escritório em Nova York. Mais aberturas de lojas ocorreram em Japão em 1973, Shanghai, Dubai em 2005 e, finalmente, Hong Kong e Kuala Lumpur em 2006.
Boucheron era uma empresa familiar; após a morte de seu fundador, Frédéric Boucheron, em 1902, seus descendentes assumiram o negócio.
Em 1994, o negócio da família mudou para uma abordagem mais global, com sua venda para a Schweizerhall.
A Casa de Boucheron foi então adquirida pelo antigo Grupo Gucci em 2000, que foi comprada por  PPR em 2004. Pierre Bouissou foi nomeado CEO em abril de 2011 e foi substituído por Helene Poulit-Duquesne em julho de 2015.